# Reichsbank (Siegen)

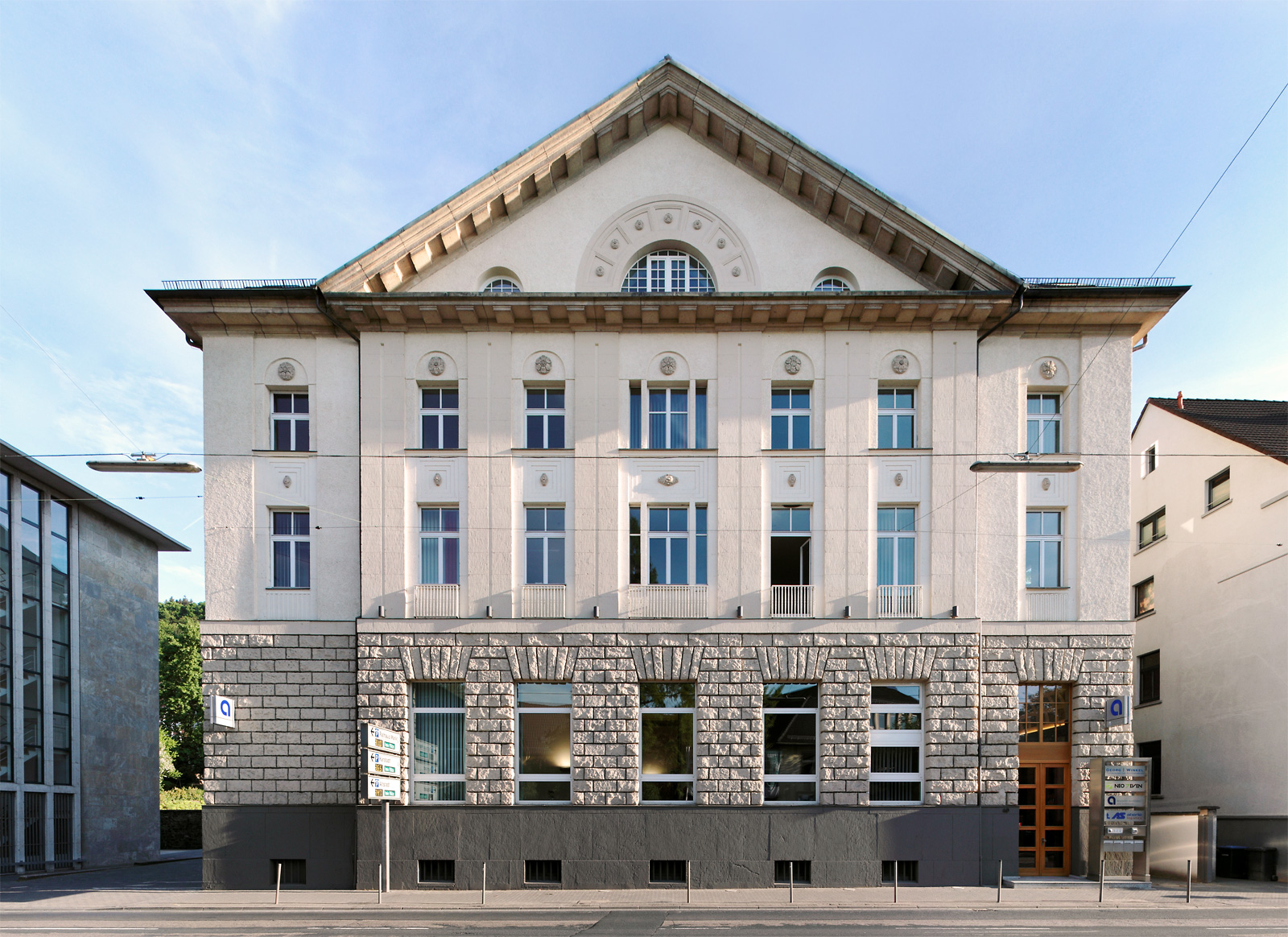
Fassade an der Spandauer Straße, Ansicht aus nördlicher Richtung

Das Gebäude der ehemaligen Reichsbank-Stelle Siegen wurde 1909–1911 für die Filiale der deutschen Reichsbank in der Stadt Siegen erbaut und steht unter Denkmalschutz. Im August 2010 wurde das Gebäude von der Arbeitsgemeinschaft Historische Stadtkerne NRW als Denkmal des Monats ausgezeichnet.
Das Bankgebäude wurde auf dem von der Reichsbank für 66.063,81 Mark erworbenen Grundstück Wilhelmstraße 10a errichtet, seit einer Straßenumbenennung hat es die Adresse Spandauer Straße 40. Die Lage an einer Hauptverkehrsstraße nahe dem Zentrum der Stadt drückt (wie auch in anderen Städten) die große Bedeutung einer Reichsbank-Filiale für das Wirtschaftsleben der Stadt und ihres Umlandes aus. Nach 1945 wurde das Gebäude in der Nachfolge der Reichsbank von der nordrhein-westfälischen Landeszentralbank genutzt, später wurde es verkauft und diente als Verwaltungsgebäude des Unternehmens Utsch.

## Geschichte
Für ihr reichsweites Filialnetz nutzte die zum 1. Januar 1876 gegründete Reichsbank anfangs außer den von der Preußischen Bank übernommenen Zweigstellen zwar häufig vorhandene, nur angemietete Gebäude, entfaltete aber auch bald eine rege Bautätigkeit, für die das zentrale Reichsbank-Baubüro in Berlin zuständig war. Für die dreistufige Hierarchie der Filialen („Hauptstelle“ – „Stelle“ – „Nebenstelle“) wurden Raumprogramme, Kostenrahmen und andere Grundsätze festgelegt, die nicht nur den vom Reichsbank-Baubüro selbst geplanten und in Bauherrschaft der Reichsbank ausgeführten Neubauten, sondern auch einzelnen von anderen Architekten entworfenen oder von an einer „eigenen“ Filiale interessierten Städten errichteten Gebäuden zugrunde lagen. Daraus ergab sich eine prinzipielle Vergleichbarkeit der Bauten, mitunter sogar eine deutliche Ähnlichkeit in der architektonischen Gestaltung.
In Siegen baute die Reichsbank den Neubau für ihre seit 1876 bestehende Filiale selbst, der Entwurf stammte aus dem Reichsbank-Baubüro. Als Entwurfsurheber ist der Leiter des Baubüros, der Architekt und Baubeamte Julius Habicht anzusehen, die örtliche Bauleitung übte der Architekt Neumann aus. Der Bau wurde im November 1909 begonnen und zum 20. November 1911 fertig gestellt. Die Kosten für den Abriss des auf dem Grundstück bestehenden Gebäudes und den Neubau betrugen rund 380.000 Mark.

## Architektur
Unter den Reichsbank-Bauten dieser Zeit und dieser Größenordnung ist die Gestaltung des Gebäudes besonders gut vergleichbar mit den im oberschlesischen Kattowitz und im westpreußischen Elbing erbauten Filialen: Alle drei sind traufständig und haben drei Vollgeschosse, ihre Hauptfassaden mit Kolossalordnung sind sieben Fensterachsen breit, über den mittleren fünf (in Elbing drei) Achsen sitzt ein Dreiecksgiebel mit einem halbkreisförmigen oder ovalen Fenster vor einem hohen Walmdach.
Über dem mit Werkstein verkleideten, heute dunkel angestrichenen Sockel ist die Fassade des Hochparterre (mit der ehemaligen Kassenhalle im Inneren) rustiziert. Erstes und zweites Obergeschoss haben eine Putzfassade mit Kolossalgliederung durch flache Lisenen und Rücklagen. Ornamentale Schmucksteine sitzen am zweiten Obergeschoss in den kassettierten Brüstungsfeldern und den halbkreisförmigen Feldern oberhalb der Fensterstürze. Walmdach und Dreiecksgiebel erheben sich über einem kräftigen Hauptgesims, das im Giebelgesims fortgeführt wird. Stilistisch lässt sich diese Architektur in den Neoklassizismus einordnen, Dreiecksgiebel und Lisenen deuten eine für die Klassische Antike typische Tempelfront an.

## Veränderungen
Während des Zweiten Weltkriegs erlitt das Haus leichtere Schäden durch Brandbomben, nur der hintere Gebäudeflügel wurde zerstört. Der Wiederaufbau in den Jahren 1949 und 1950 kostete 52.380 DM. Während die Hauptfassade des Gebäudes nur geringfügig verändert ist (dunkler Anstrich des Sockels und der Schmucksteine, zwei zusätzliche kleine Fenster im Giebelfeld), wurde das Innere des Gebäudes mehrfach renoviert und der veränderten Nutzung und dem veränderten Zeitgeschmack angepasst. Zum ursprünglichen, typisierten Raumprogramm gehörte auch eine repräsentative Wohnung für den Filialdirektor im zweiten Obergeschoss, die aber vermutlich schon vor dem Zweiten Weltkrieg zu Büroräumen umgenutzt wurde.